# Haliplus strigatus
Haliplus strigatus är en skalbaggsart som beskrevs av Roberts 1913. Haliplus strigatus ingår i släktet Haliplus och familjen vattentrampare. Inga underarter finns listade i Catalogue of Life.